# Justin Panschab
Justin Panschab OCist (* 25. Dezember 1859 in Brünn; † 29. Dezember 1930 in Lilienfeld) war Zisterzienser und von 1899 bis 1930 der 60. Abt des Zisterzienserstiftes Lilienfeld.

## Leben

### 1859 bis 1899
Als Sohn eines Handschuhmachermeisters geboren und auf den Namen Johannes (Evangelist) getauft besuchte Panschab, dessen Onkel Ferdinand Domdekan in Brünn und Regens des Priesterseminars war, das Gymnasium in Brünn, trat am 17. September 1877 in das Noviziat des Stiftes Lilienfeld ein und nahm den Ordensnamen Justin an. Nachdem er am 18. September 1878 die zeitliche Profess abgelegt hatte, studierte er von 1878 bis 1882 Philosophie und Theologie in St. Pölten und legte während des Studiums am 25. September 1881 die ewige Profess ab. Nach Beendigung des Studiums empfing er am 16. Juli 1882 die Priesterweihe.
1882 war er Kooperator in Annaberg, von 1884 bis 1887 Katechet in Schrambach, einer Ortschaft in der Gemeinde Lilienfeld, von 1885 bis 1887 klösterlicher Vermögensverwalter und 1887 Pfarrvikar in Kaumberg. Von 1890 bis 1899 war Panschab Prior und Pfarrvikar in Lilienfeld und 1897 und 1904 Mitglied des Bezirksschulrates in Lilienfeld.
Am 25. Mai 1899 wurde er unter dem Vorsitz von Generalvikar Abt Theobald Grasböck von Wilhering zum Abt gewählt und am 28. Mai 1899 von Diözesanbischof Johannes Baptist Rößler von St. Pölten in der Stiftskirche Lilienfeld benediziert.

### 1899 bis 1914
Abt Justin, der von 1901 bis 1920 auch Bauamtsleiter war, begann nach seinem Amtsantritt eine rege Bautätigkeit. Im Jahre 1900 wurde der Stiftsbereich mit Wasserleitungen und einer Kanalisation ausgestattet, 1902 wurde das heute unter Denkmalschutz stehende Elektrizitätswerk in Betrieb genommen und 1904 ging ein neu errichtetes Sägewerk in Betrieb.
Aus Anlass des 700-jährigen Gründungsjubiläums am 24. August 1902 stellte das Stift unentgeltlich Baugründe zur Errichtung des heutigen Landesklinikums Lilienfeld zur Verfügung, das Justin Panschab 1903 einweihte. Weitere realisierte profane Bauvorhaben waren der Neubau des Hauses am Platzl mit dem Postamt und im Dörfl das Haus für den Gemeindearzt. In Wien wurde das heute unter Denkmalschutz stehende Haus Tulpengasse 2 erbaut und das gleichfalls denkmalgeschützte Haus Krugerstraße 4 modernisiert.
An Sakralbauten sind der Neubau des heute unter Denkmalschutz stehenden Pfarrhofes in Unterretzbach von 1904 bis 1908 und der durch den Wallfahrtsverein der Wiener Männer geförderte Neubau der denkmalgeschützten Kirche in Mitterbach, die 1915 zu Ehren des hl. Klemens Maria Hofbauer von Abt Justin eingeweiht wurde, zu erwähnen. Schließlich wurde von 1901 bis 1905 die gleichfalls denkmalgeschützte Pfarrkirche in Ramsau nach Plänen des Architekten Dominik Avanzo und 1910 bis 1913 die unter Denkmalschutz stehende Pfarrkirche Wilhelmsburg restauriert.

### 1914 bis 1930
Justin Panschab war bemüht, bei den Einschränkungen und Entbehrungen, die der Erste Weltkrieg mit sich brachte, nach Kräften zu helfen. So richtete er im Konvent ein Lazarett ein und erwarb sich Verdienste um die Kriegsfürsorge. Zwar blieb Lilienfeld von Kriegshandlungen verschont, jedoch suchten Unruhen unter den Arbeitern der benachbarten Industriebetriebe auf Grund der Lebensmittelknappheit mehrmals das Stift heim, weil man hoffte, Lebensmittelvorräte erbeuten zu können.
Im aufgelassenen Lazarett im Konvent wurde 1916 Militär einquartiert. Im März 1918 waren Abt und Konvent gezwungen, für kurze Zeit das Stift zu verlassen, weil die Unruhe unter den Soldaten und der Arbeiterschaft bedrohliche Ausmaße erreicht hatten, die noch bis 1922 andauerten.
1923 und 1925 hatte Panschab ernste Resignationsabsichten, blieb jedoch auf Drängen eines überwiegenden Konventteils im Amt. 1924 feierte er das 25-jährige und 1929 das 30-jährige Abtjubiläum im Kremserhof.
Er pflegte zu zahlreichen Kunstschaffenden seiner Zeit Kontakte und war um Frieden und gegenseitiges Verständnis unter den ihm Anvertrauten bemüht. Im Alter zeigte er sich nur noch wenig in der Öffentlichkeit, weil er unter Nervenentzündung und Asthma litt. Nach seinem Tod am 29. Dezember 1930 wurde er am 2. Jänner 1931 in der Äbtegruft auf dem Ortsfriedhof beigesetzt.